# Ballenpresse (Landwirtschaft)

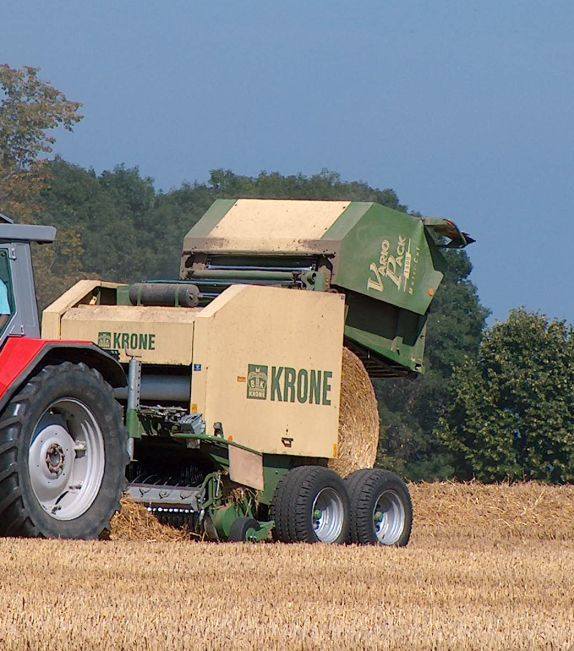
Rundballenpresse (Krone)

Die Ballenpresse dient dazu, in der Landwirtschaft anfallendes Heu, Stroh, Grassilage oder Heulage zu Ballen zu pressen. So kann das Erntegut effizient transportiert und platzsparend gelagert werden. Ballenpressen werden von einem Traktor gezogen und über die Zapfwelle angetrieben. Sie nehmen das Erntegut mithilfe einer verbauten Pickup auf. Hierzu muss Erntegut in Schwaden vorliegen.

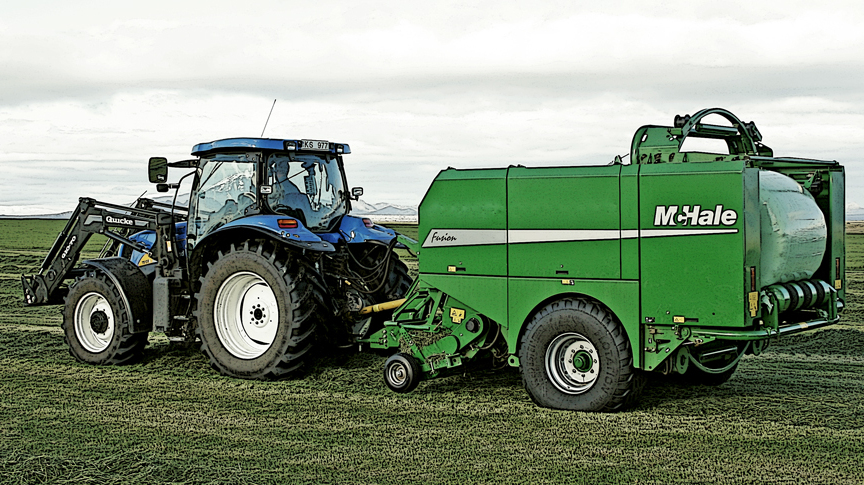
Rundballenpresse mit Ballenwickelgerät

Silage- und Heulageballen werden nach dem Pressen mit einem Ballenwickelgerät luftdicht verpackt. Dies ist für den Gärprozess zwingend erforderlich. An der Luft würden diese Ballen aus ungetrocknetem Gras verfaulen. Zu diesem Zweck gibt es auch Ballenpressen mit integriertem Ballenwickelgerät.
Heute werden meist Rund- oder Quaderballen (Gewicht bei Heu bis 400 kg/Stück, bei Silage bis über 1000 kg/Stück) gepresst. Große Quaderballen und Rundballen können nur mit dem Frontlader eines Traktors, einem Radlader oder einem Teleskoplader bewegt werden. Rundballen können über kurze, ebene Strecken auch von Hand gerollt werden. Hochdruckballen können problemlos von Hand versetzt werden. Für das Aufladen aller gängigen Ballenformen werden Ballensammelwagen beziehungsweise Bündelgeräte produziert.
Die Ballen können entweder mit Netzen oder mit Pressengarn gebunden werden, wobei bei letzterem zwischen „edge to edge“ (Kante zu Kante) und „cover edge“ (über die Kante hinaus) unterschieden wird. Für jede dieser beiden Methoden wird eine spezielle Presse benötigt.

## Rundballenpresse

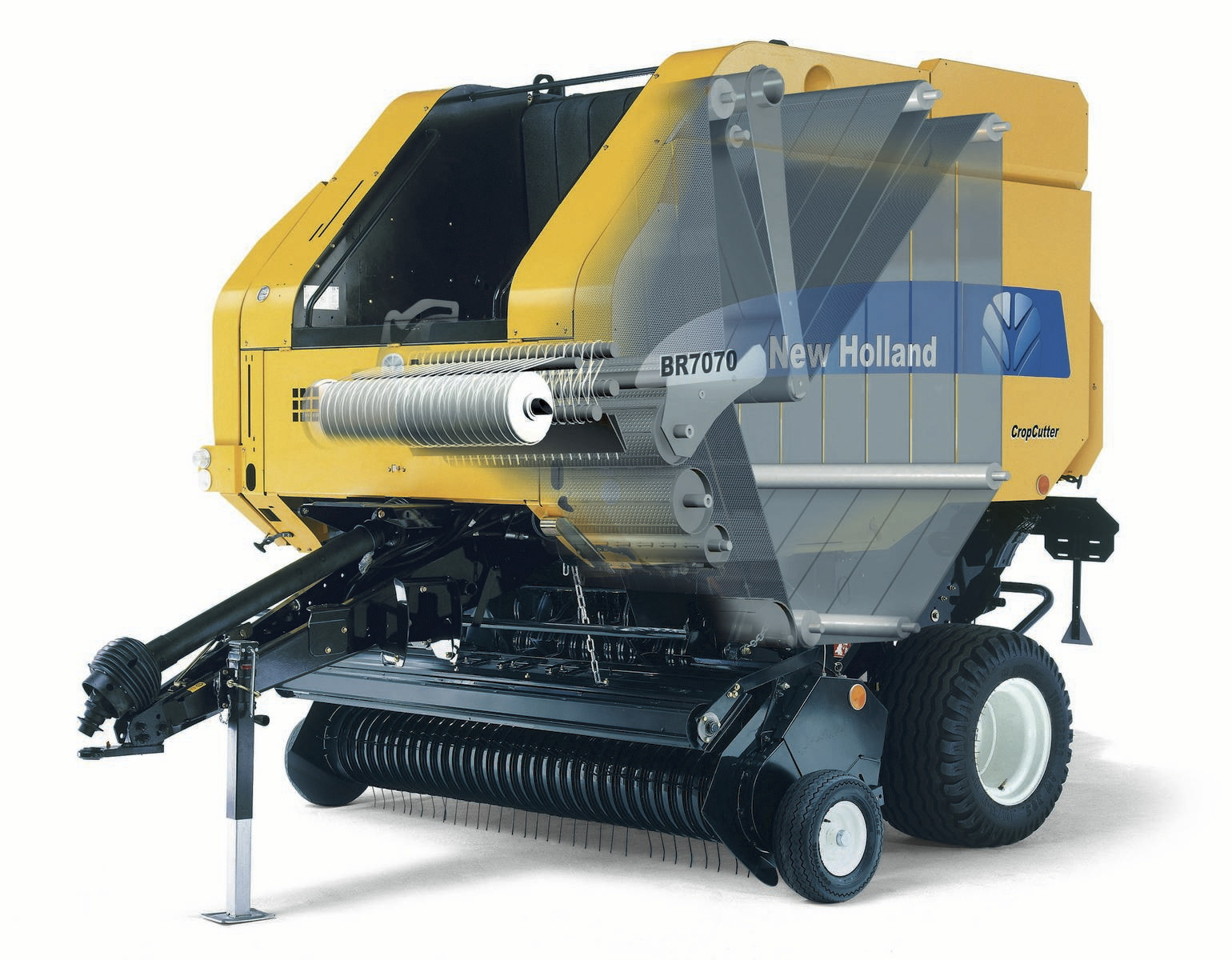
Schnittzeichnung einer Rundballenpresse

Rundballenpresse (Welger)

Die am meisten verbreitete Ballenpresse ist die Rundballenpresse. Diese wurde 1972 von der Vermeer Corporation vorgestellt. Einen Vorläufer der Rundballenpresse stellte Allis-Chalmers 1947 mit dem Roto-Baler vor, dessen Ballen jedoch deutlich kleiner waren.
Zur Herstellung dieser zylinderförmigen Ballen wird in ihr das Heu, Stroh oder die Grassilage auf simple Art und Weise aufgerollt. Dies geschieht durch gummibesetze Riemen (Presse mit variabler Kammer) oder durch Stahlrollen (Festkammerpresse). Hat der Ballen eine bestimmte Größe erreicht, wird er mit Garn oder Netzen gebunden, bevor sich der hintere Teil der Presse öffnet und der Ballen herausrollen kann. Die Ballen haben einen Durchmesser von 90 bis 180 cm und sind 120 cm breit. Das Gewicht beträgt zwischen 200 kg bei locker gepresstem Stroh und 1000 kg bei Grassilage mit einer Trockenmasse von nur 20 %.
Rundballenpressen werden mit dem international standardisierten ISOBUS Protokoll mit der Zugmaschine verbunden. Dadurch werden Daten in Echtzeit zwischen der Presse und dem Traktor übertragen und somit kann die Maschine überwacht und gesteuert werden.
Alternativ können auch Bordcomputer zur Bedienung verwendet werden. Diese benötigen lediglich eine Stromversorgung durch den Traktor. Sie können auch auf älteren, nicht Isobus-fähigen Traktoren eingesetzt werden.
Während in den USA Vermeer der Hersteller mit der größten Bedeutung geblieben ist, werden diese Pressen in Deutschland heute von den Herstellern Case IH, Claas, Deutz-Fahr, Fendt, Göweil, John Deere, Krone, Kubota, Kuhn, Massey Ferguson, McHale, New Holland, Pöttinger und Vicon verkauft.

## Quaderballenpresse

### Großballen

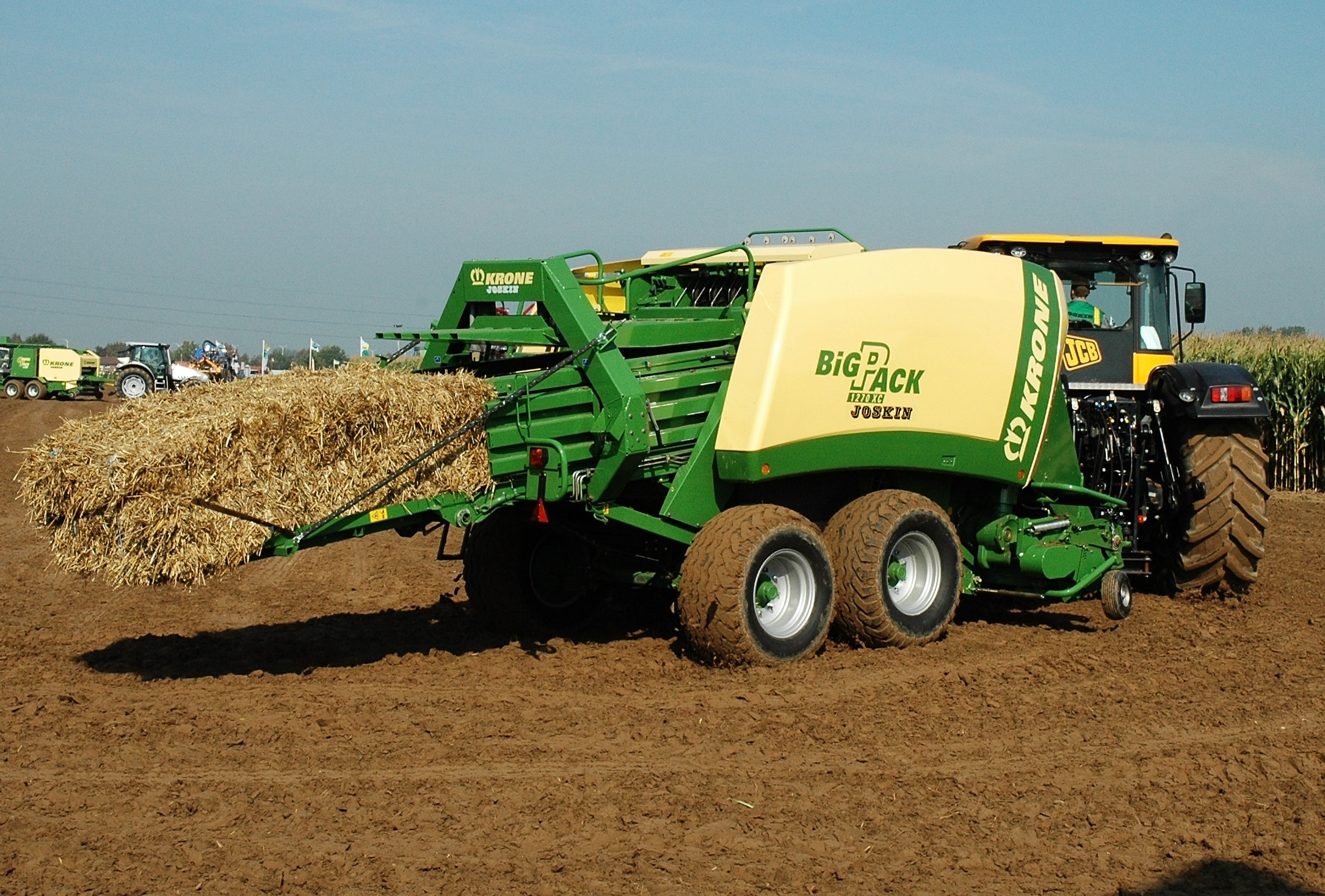
Großballenpresse mit Strohballen auf der Rollenschurre

Diese Bauform der Ballenpresse produziert große Quaderballen, die mit ca. sechs verknoteten Schnüren fixiert werden.
Diese Ballen wiegen deutlich mehr als Rundballen, da sie wesentlich fester gepresst werden. Die Breite von 80 bis 120 cm und die Höhe von 50 bis 130 cm sind durch die Bauart der Presse bestimmt. Die Länge des Ballens ist von 50 bis 320 cm einstellbar. Die erste Großballenpresse wurde 1978 von der Hesston Corporation vorgestellt.

#### Technik
Mithilfe einer Pickup wird das zu pressende Material aufgenommen und mit Schnecken ein wenig quer zur Fahrtrichtung zusammengeschoben. Es passiert ein optional zuschaltbares Schneidwerk. Anschließend folgen die Raffer. Dies sind Materialschieber, die exzentrisch auf einer Welle montiert sind. Sie verdichten das Pressgut gegen Rückhaltefinger. Sobald der eingestellte Druck erreicht ist, geben diese Rückhaltefinger den Weg in den Presskanal frei.
Der Presskanal führt längs durch die Maschine. Von vorne drückt der Presskolben (auch Hammer genannt) das von unten angereichte Material weiter nach hinten. Der Presskolben bewegt sich etwa jede Sekunde einmal nach hinten. Die stoßartige Belastung des Antriebs wird durch ein Schwungrad gemildert. Dieses etwa 300 kg schwere Rad dreht sich mit der Eingangsdrehzahl 1000/min direkt hinter dem Zapfwelleneingang. Der Presskanal wird durch vorgespannte Hydraulikzylinder hinten verengt. Oben auf der Presse befinden sich die Knoter. Im hinteren Bereich sitzen etwa ein Meter lange Garnnadeln, die das Pressengarn durch den Ballen stechen und dem Knoter angeben. Die aufwendig gebauten Knoter werden durch Gebläse von kurzen Halmen sauber gehalten, welche die Funktion beeinträchtigen würden. Die Knoter werden in Deering-Knoter und Cormick-Knoter unterschieden. Über die Rollenschurre verlassen die Ballen die Presse. An der Rollenschurre befindet sich ein Zackenrad, welches die Ballenlänge misst und somit den Knotervorgang auslöst. Für den Straßentransport wird der Presskanal entlastet, indem der Druck von den Zylindern abgelassen wird. Zudem gibt es optional einen Ballenausstoßer, welcher den letzten Ballen dazu aktiv nach hinten befördert. Die Schurre wird anschließend hochgeklappt und verriegelt.

### Klein

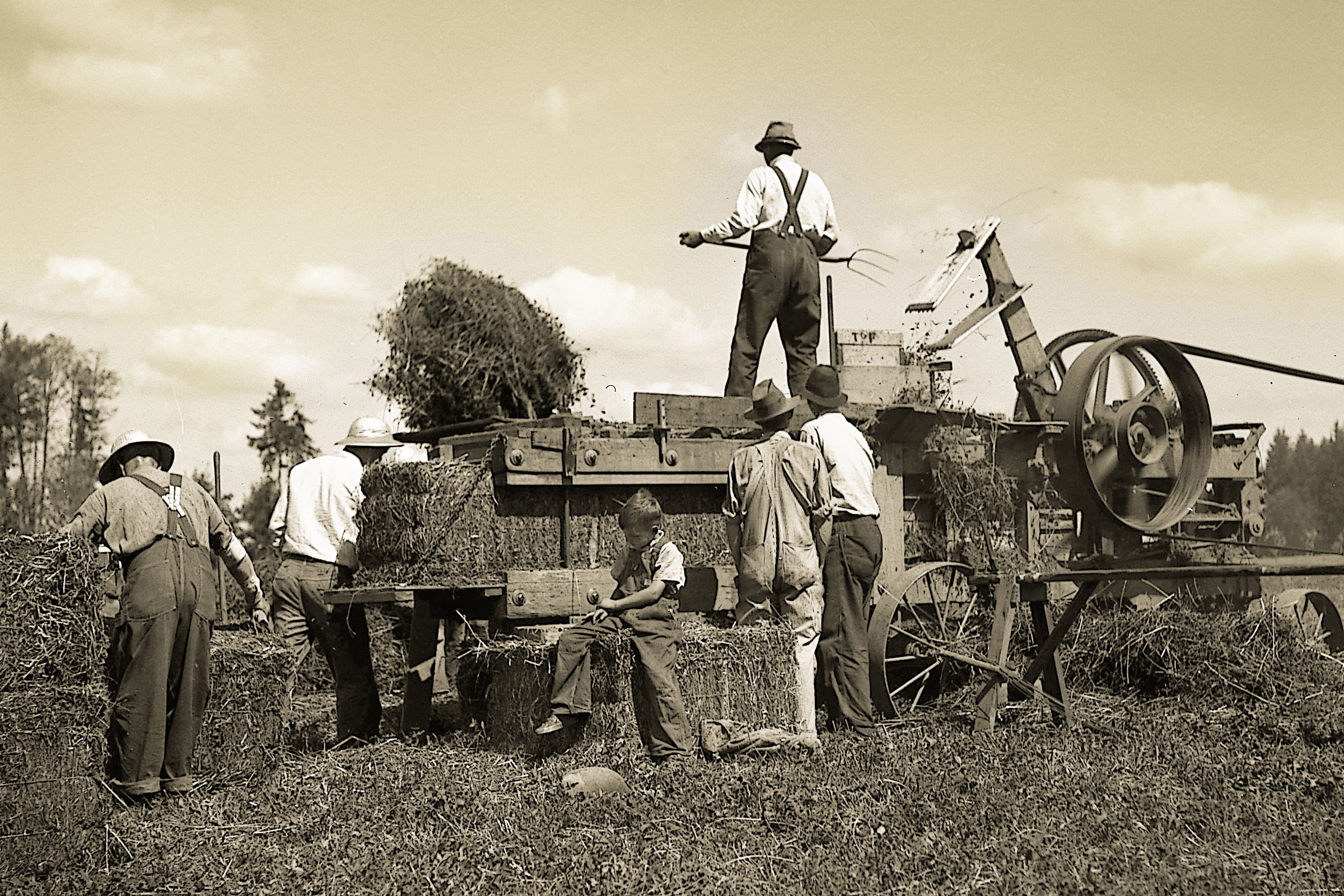
Historische Heuballenpresse mit Transmissionsantrieb

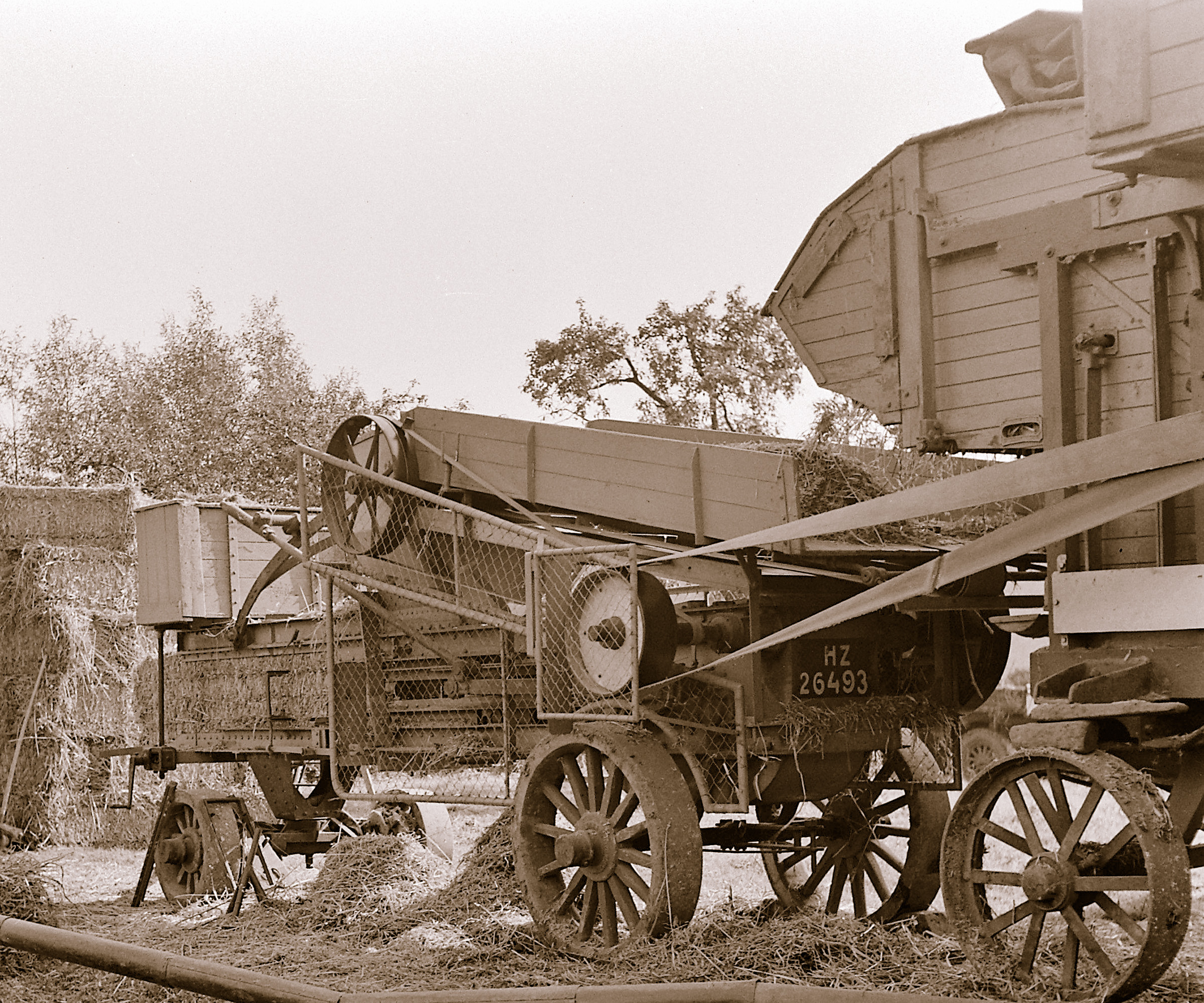
Historische Strohpresse mit Transmissionsantrieb (1951)

#### Hochdruckballen

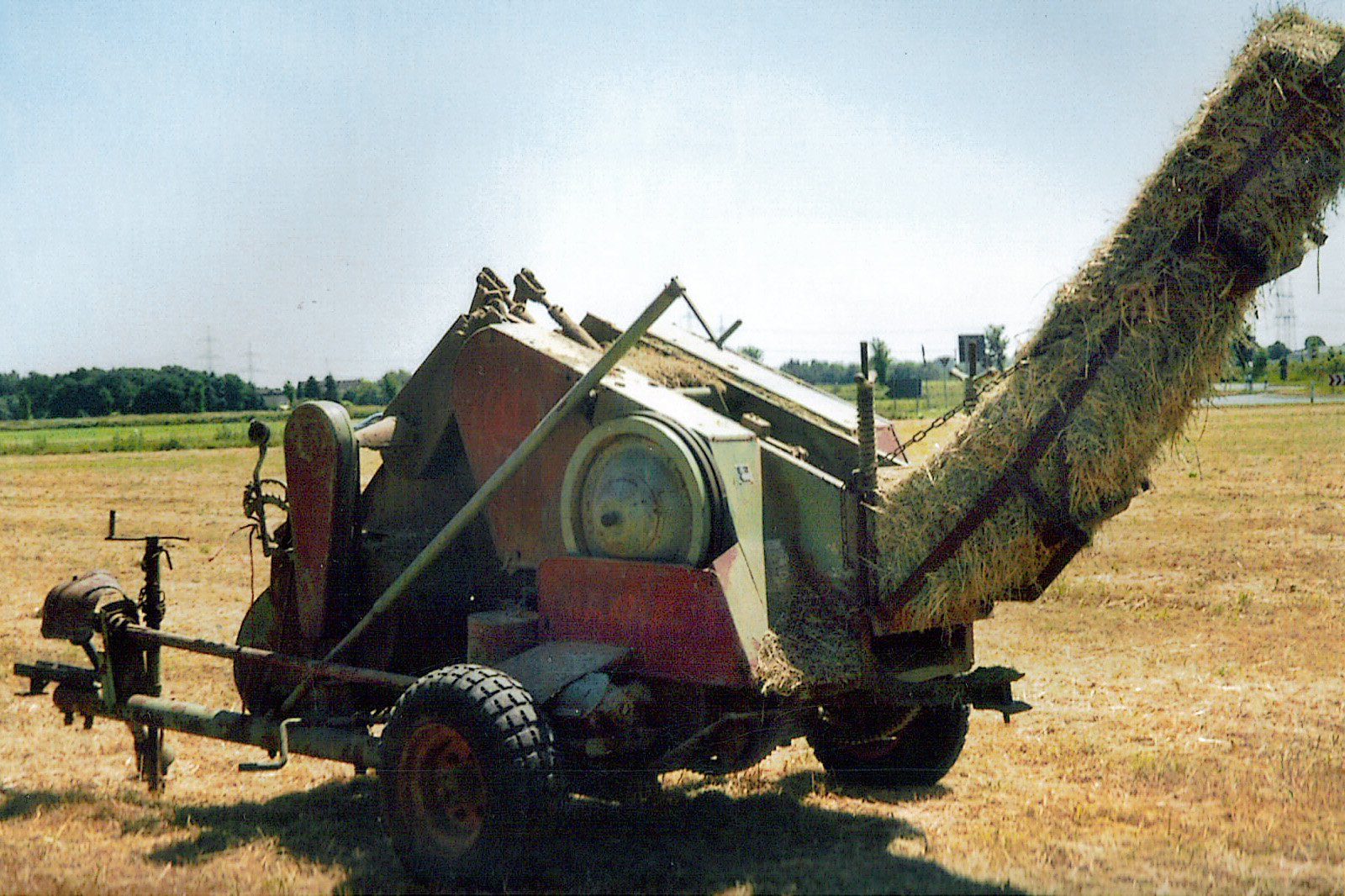
Historische Ballenpresse

Die so genannten Hochdruckballen, welche vor allem in den 1960er/1970er Jahren gepresst wurden, sind mit ihrer Masse von ca. 10 bis ca. 30 kg darauf ausgelegt von Hand bewegt zu werden. Wegen der einfachen Handhabung ohne technische Hilfsmittel und der flexiblen Lagermöglichkeit (z. B. auch auf dem Dachboden) sind sie besonders für Hobby- und Kleinlandwirte sowie Pferde- und Kleintierhalter nach wie vor praktikabel. Sie werden außerdem auch als Isolations- und Baumaterial beim Strohballenhaus eingesetzt. Aufgrund der anhaltenden moderaten Nachfrage durch diese Käufergruppen hat der Hochdruckballen für einige Land- und Pferdewirte nach wie vor noch eine wirtschaftliche Bedeutung.
Hochdruckballen werden mit zwei bis vier Schnüren gebunden und haben ungefähre Abmaße von 40 × 50 × 100 cm. Wegen der vergleichsweise hohen Kosten im Umgang mit vielen kleinen Ballen werden sie von großen landwirtschaftlichen Betrieben nicht länger eingesetzt.

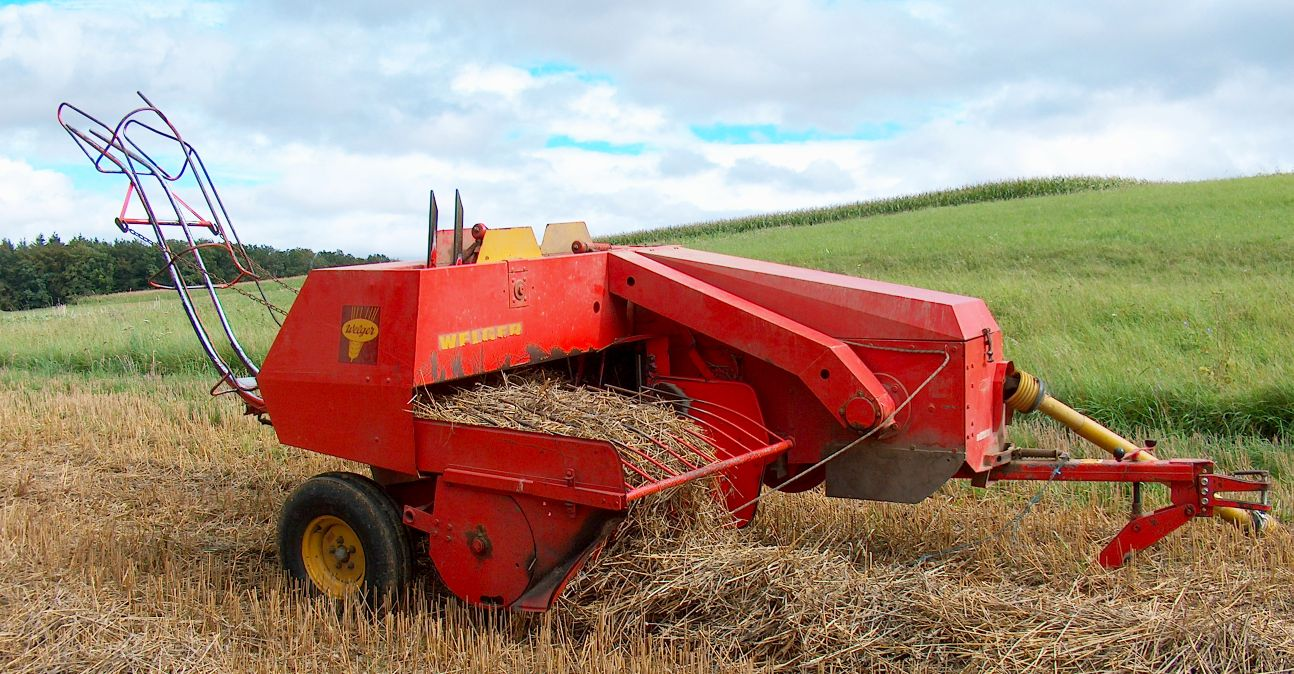
Kleine Quaderballenpresse (Welger) mit Ballenführung
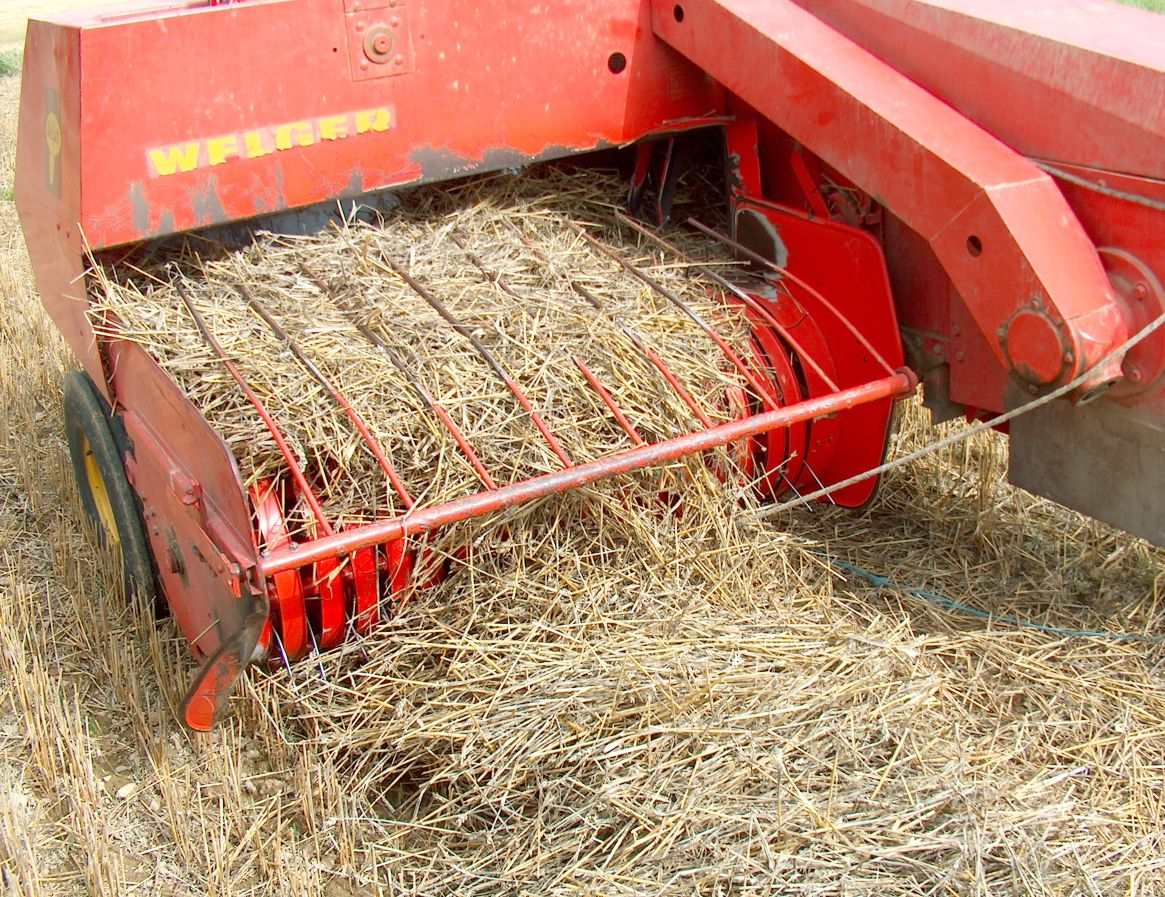
Pickup einer Ballenpresse
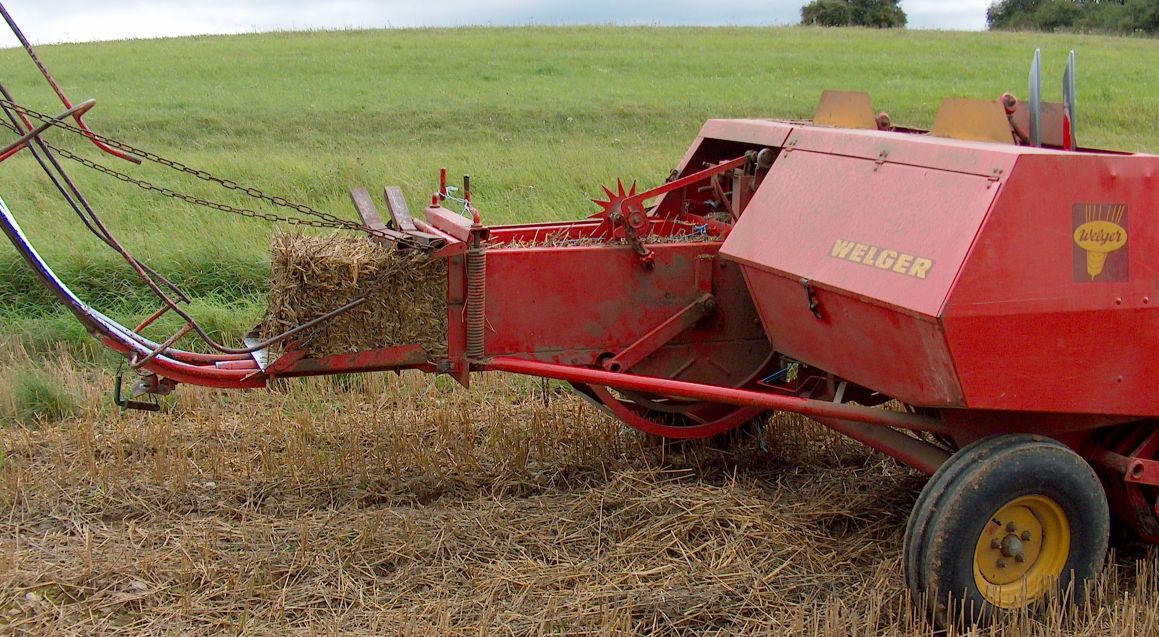
Ansicht des hinteren Teils einer Ballenpresse mit Zackenrad,  den beiden Handkurbeln zur Dichteverstellung und Ballenrutsche

Kleinballen werden in den folgenden Arbeitsschritten geformt: Das zu pressende Material wird mittels einer quer zur Fahrtrichtung angeordneten, rotierenden Trommel mit nachgiebigen Federzinken, der so genannten Pick-up, vom Boden aufgenommen und in einen darüber befindlichen Kanal befördert, der der Breite des durch die Pick-up aufgenommenen Pressguts entspricht. In diesem Kanal bewegt sich ein so genannter Raffer (als Zinken oder als Förderschnecke ausgebildet) und schiebt das Pressgut in den Presskanal, in dem sich ein mit einem Messer besetzter Kolben in Fahrtrichtung vor und zurück bewegt. Das Gegenmesser befindet sich in dem Kolbenkanal, wodurch das Pressgut auf die spätere Ballenbreite geschnitten wird. Der Kolben schiebt das Heu oder Stroh nach hinten und komprimiert es dort zu einem Ballen.
In diesem Bereich befindet sich eine als Zackenrad ausgebildete „Messeinrichtung“, die bei Erreichen einer bestimmten Lauflänge den Bindemechanismus auslöst. Mittels des Zackenrads kann die Ballenlänge und somit auch das Gewicht verstellt werden. Die Dichte des Ballens (und damit auch das Gewicht) wird durch zwei Gleitschienen gesteuert, die die Ober- und Unterseite des Presskanals bilden und meist durch zwei Handspindeln in ihrem Abstand verstellt werden. Ein engerer Presskanal führt zu höherem Widerstand und somit zu dichteren Ballen. Wenn der Bindeprozess eingeleitet ist, stechen zwei rund gebogene Nadeln durch das Pressgut im Presskanal. Sie führen das Pressgarn über die Knüpfer und gleiten wieder zurück. Die Knüpfer führen nun den eigentlichen Bindevorgang durch. Nach erfolgter Bindung wird das Pressgarn durch scharfe, an dem Knoterapparat befindliche Messer durchtrennt.
Als Pressgarn wurde ursprünglich meist Sisalschnur mit ca. 160 lfm/kg verwendet, ab dem Beginn der 1980er Jahre setzte sich Kunststoffgarn mit 300 bzw. 400 lfm/kg durch. Vereinzelt wurden auch Pressen mit Drahtbindung eingesetzt.
Durch die Produktion des nächsten Ballens wird der gebundene Ballen aus dem Presskanal gedrückt und fällt hinter der Presse auf den Boden. Um das arbeitsaufwendige Aufsammeln der verstreut auf dem Feld herumliegenden kleinen Ballen zu vermeiden, wird jedoch meist ein Anhänger direkt an die Presse angehängt. Dazu wurden anfangs die Ballen von den nachfolgenden Ballen durch einen am Auswurf befindlichen Führungskanal gedrückt und mussten von einem oder zwei Arbeitern auf dem Anhänger sorgfältig gestapelt werden. Um Arbeitskraft einzusparen, werden die Ballen seit ca. 1980 zunehmend von zwei hydraulisch angetriebenen, gegenläufigen Gummibändern, den sogenannten Ballenschleudern, auf den Anhänger „geschleudert“. Der Anhänger muss dafür mit einem käfigartigen Aufsatz ausgerüstet sein, um die ankommenden Ballen auffangen zu können; die Arbeitskräfte auf dem Anhänger sind dabei nicht mehr notwendig.
Optional kann ein durch den Knoter gesteuerter Ballenzähler angebracht sein. Dieser ist gerade dann wichtig, wenn die Presstätigkeit als Lohnarbeit stattfindet.
Alle Bewegungsabläufe in einer Hochdruckpresse müssen zeitlich genaustens aufeinander abgestimmt sein, da es sonst zu erheblichen Beschädigungen an der Maschine kommen kann. Zu Beschädigungen können führen: übergesprungene Ketten oder abgescherte Verbindungselemente der Zahnräder auf den Naben der verschiedenen Antriebskomponenten. Das typische Schadensbild sind z. B. vom Kolben zerstörte Rafferzinken oder verbogene Knüpfernadeln.
Die automatische Ballenpresse für kleine Quaderballen unterscheidet sich heute nicht wesentlich vom Modell aus dem Jahre 1940. Auch entsprechen die Baugruppen, nicht jedoch deren Anordnung und Größe, prinzipiell denen der Großballenpressen.

#### Niederdruckballen

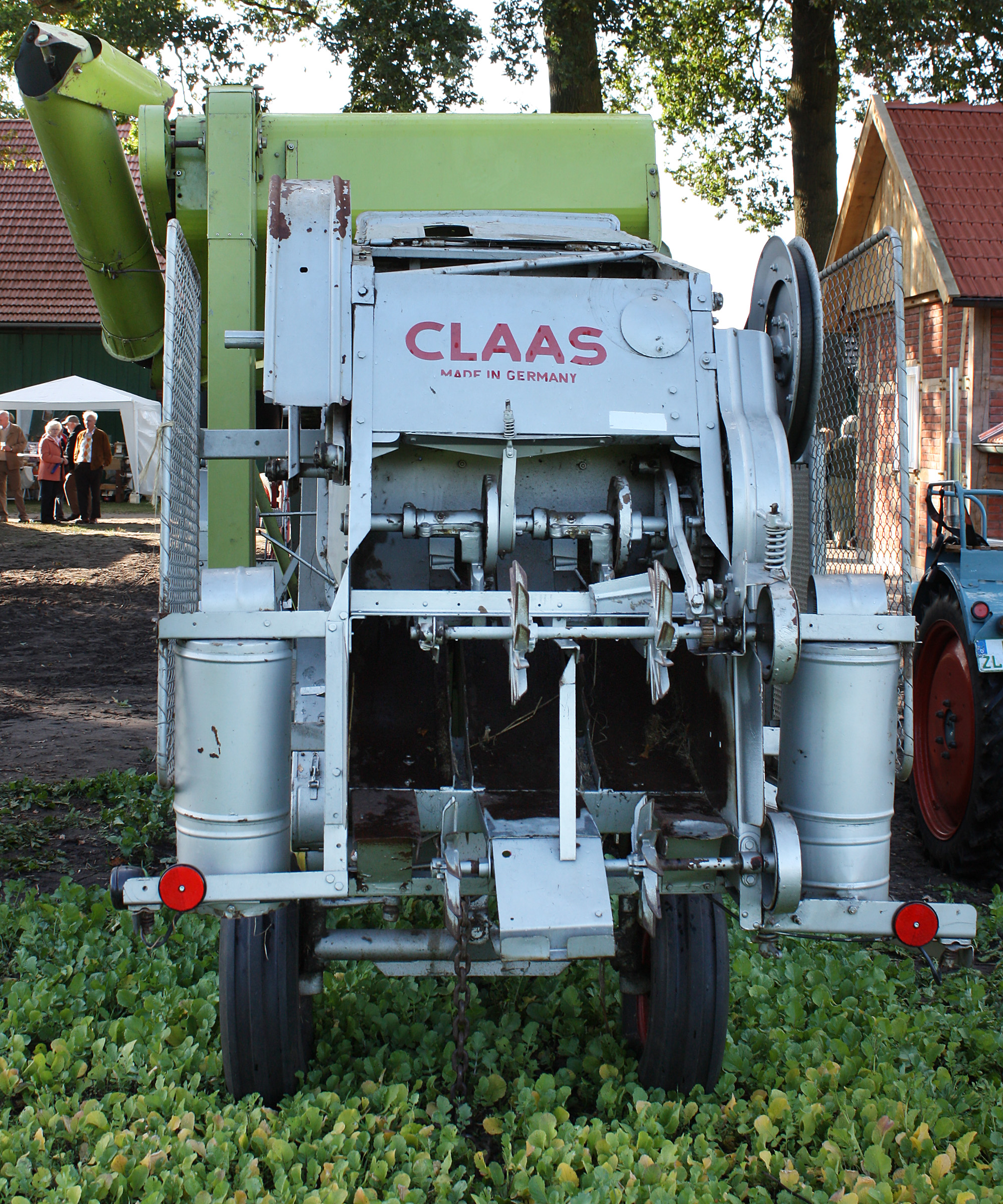
Claas-Mähdrescher mit Niederdruckpresse

Die Niederdruckpresse wurde in den USA zuerst von New Holland hergestellt und benutzte einen kleinen Benzinmotor als Energiequelle. Die Basis dazu lieferte die 1937 erfundene Ballenpresse mit Doppelschnürung und automatischer Aufnahme des Erntegutes. Vorgängermodelle erforderten das manuelle Binden der Ballen. Frühere Versionen dieser Modelle wiederum waren fest installiert und wurden über einen Keilriemen angetrieben. Das Heu musste zur Presse gebracht und manuell eingefüllt werden. Die einzige wesentliche Veränderung seit 1940 war der Austausch des Verbrennungsmotors durch die Zapfwelle des ziehenden Traktors.